# Gosheim (Badenia-Wirtembergia)
Gosheim – miejscowość i gmina w Niemczech, w kraju związkowym Badenia-Wirtembergia, w rejencji Fryburg, w regionie Schwarzwald-Baar-Heuberg, w powiecie Tuttlingen, wchodzi w skład związku gmin Heuberg. Leży w Jurze Szwabskiej, w Parku Natury Górnego Dunaju, ok. 10 km na południowy wschód od Rottweil.